# أندي رومانو
أندي رومانو (بالإنجليزية: Andy Romano)‏ (و. 1941 – م) هو ممثل، وممثل تلفزيوني، من الولايات المتحدة الأمريكية، ولد في الولايات المتحدة الأمريكية.

## وصلات خارجية
- أندي رومانو على موقع IMDb (الإنجليزية)
- أندي رومانو على موقع ألو سيني (الفرنسية)
- أندي رومانو على موقع أول موفي (الإنجليزية)
- أندي رومانو على موقع قاعدة بيانات الأفلام السويدية (السويدية)
- أندي رومانو على موقع إن إن دي بي (الإنجليزية)
- أندي رومانو على موقع قاعدة بيانات الفيلم (الإنجليزية)
- أندي رومانو على موقع كينوبويسك (الروسية)